# Argyrodes rhomboides
Argyrodes rhomboides là một loài nhện trong họ Theridiidae.
Loài này thuộc chi Argyrodes. Argyrodes rhomboides được Chang-Min Yin, Peng & Y. H. Bao miêu tả năm 2004.